# Kултурно образовни центар Топлица
Kултурно образовни центар Топлица у Прокупљу је установа за неформално образовање одраслих и деце.
Kултурно образовни центар „Топлица“ у Прокупљу основан је 1960. године од стране Скупштине општине Прокупље и једна је од најстаријих културно-образовних установа на нивоу целе Србије.
Kао установа у области неформалног образовања одраслих, бави се стручним оспособљавањем за разна занимања, занимања личних услуга, услуга сервисирања, курсева страних језика и рачунара.
Након завршетка обуке и полагања испита издаје се Сертификат о стручној оспособљености за рад на одређеним пословима, као и за стечени ниво знања страног језика и рада на рачунару у одређеним програмима.
Kултурно образовни центар има пословну сарадњу од 2002. године са Високом пословном школом струковних студија из Kрушевца за звања струковни менаџер и струковни економиста, а од 2014. године и са Високом школом струковних студија из Београда за Економију и управу, као и Средњом пословном менаџерском школом из Kрушевца са могућношћу преквалификације, доквалификације и ванредног школовања за смерове: Економски техничар, Финансијски техничар и Царински техничар.
Поред програма за образовање одраслих,  установа има разноврстан програм за децу и омладину – школу: енглеског језика, младих рецитатора, цртања и сликања, глуме, манекена и балета.
Поред образовања одраслих, ова установа организује и низ културних дешавања, и то самостално или у сарадњи са одговарајућим локалним и регионалним организацијама, или уступа простор за културне активности других. Књижевне вечери, ликовне радионице, учешће у програму обележавања градске славе Свети Прокопије, Културног лета, учешће у манифестацијама Дани Музеја и Дечија недеља.